# Céphalonie (district régional)
Pour les articles homonymes, voir Céphalonie et Céphalonie (thème).
Céphalonie (en grec : Περιφερειακή ενότητα Κεφαλονιάς) est un district régional et un dème de la périphérie des îles Ioniennes. Il comprend l'île de Céphalonie et quelques îles adjacentes mineures des îles Échinades. À la suite du programme Kallikratis (2010), il a remplacé le nome de Céphalonie (en grec : νομός Κεφαλληνίας) qui comprenait également l'île d'Ithaque. La capitale du district est la ville d'Argostoli.

## Municipalités

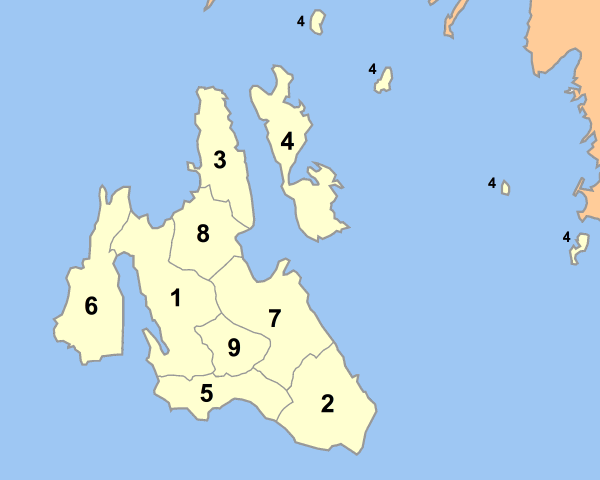
Les 8 municipalités de Céphalonie et Ithaque avant la réforme Kallikratis (2010).

Avec la réforme administrative de 2010 tous les dème (municipalités) de l'île de Céphalonie ont été regroupées en une seule municipalité dont le siège est Argostoli.
L'ancien nome était divisé en huit dèmes et une communauté :
1. Argostoli
2. Élios-Prónni
3. Érisos
4. Ithaque
5. Livathó
6. Palikí
7. Pýlaros
8. Sami
9. Omalá (ancienne communauté)